# Казецкий, Николай Львович
Никола́й Льво́вич Казе́цкий (1860 — не ранее 1913) — русский журналист, редактор и юрист.

## Биография
Родился 9 (21) октября 1860 года в дворянской семье в селе Крестцы Новгородской губернии. После окончания юридического факультета Московского университета занялся частной практикой: присяжный стряпчий Московского коммерческого суда, юрисконсульт фирмы П. М. Генцеля, занимавшейся оптовой продажей бумаги.
В 1898 году получил права на издание газеты «Русский листок», в которой числился редактором, но фактическими редакторами были другие: одним из первых стал М. М. Гаккебуш, среди последующих — А. П. Ландберг. Был одним из владельцев торгово-промышленного «Московского товарищества издательства и печати Н. Л. Казецкого». Член правления московского отделения Русского общества деятелей печатного дела, содиректор правления Общества распространения национальной музыки в России.
С 1901 года в Москве под его редакцией стал выходить журнал «Дело и отдых». С марта 1906 года издавал газету «Русский дневник». В 1907 году начал редактировать газету П. П. Рябушинского «Раннее утро».
В 1909 и 1913 годах избирался гласным Московской городской думы; в 1909 году участвовал в создании группы центра; с 1913 года входил в беспартийную группу гласных; в 1916 году был председателем Ревизионной комиссии думы.
Н. Л. Казецкий — автор книги «Царство, кончина и погребение царя-отца, освободителя и благодетеля народа государя императора Александра II» (М., 1881).
В 1912 году числился московским домовладельцем: Мясницкая улица, 40 и Кривоколенный переулок, 3.